# 2006年冬季残疾人奥林匹克运动会英国代表团
2006年冬季残疾人奥林匹克运动会英国代表团是英国派出的2006年冬季残疾人奥林匹克运动会代表团。获得1枚银牌。